# Neuropsiquiatria
A neuropsiquiatria é o ramo médico que integra os domínios da neurologia e da psiquiatria, e suas relações. A neuropsiquiatria é também considerada um campo de estudo que está situado na interface entre a neuropsicologia a psicopatologia. É uma área do conhecimento que busca investigar as correspondências ou relações entre as regiões cerebrais e as funções cognitivas com psicopatologias já estabelecidas.
Durante mais de cem anos, a neurologia e a psiquiatria seguiram caminhos separados. A neurologia, por um lado, ocupa-se essencialmente de doenças do cérebro detectáveis organicamente, como inflamações, infecções, perturbações metabólicas, hemorragias ou tumores. A psiquiatria, por outro lado, concentra-se nos sintomas "mentais" e tenta compreendê-los e tratá-los independentemente do cérebro.

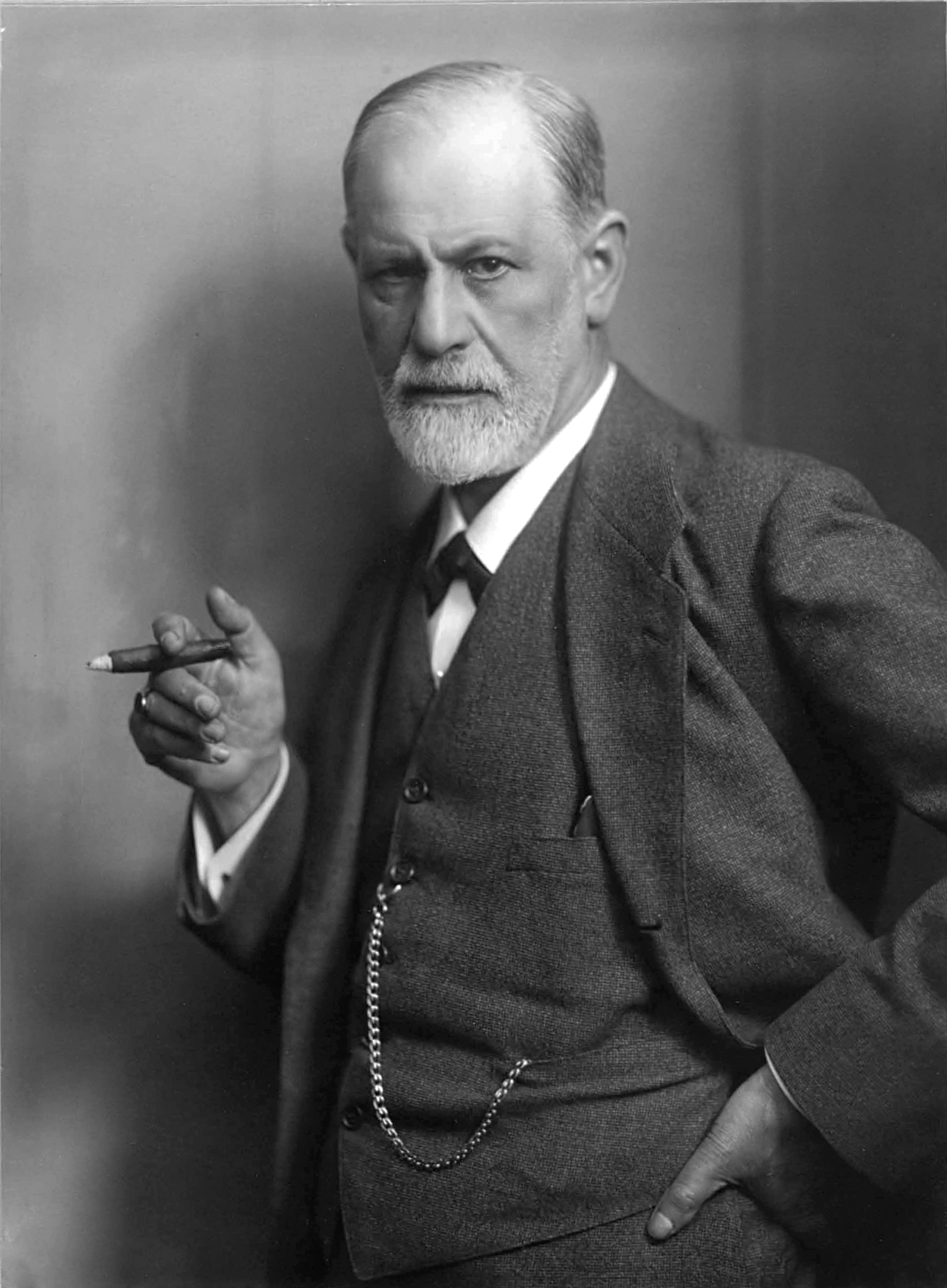
Sigmund Freud, foi um médico Neuropsiquiatra. Na altura em que se formou a psiquiatria e a neurologia eram uma só especialidade. Era como se dizia em alemão, "Nervenarzt". Pode-se afirmar que o desenvolvimento da psicanálise contribui à separação da neurologia e da psiquiatria.

No entanto, já no século XIX, houve esforços para conceptualizar as doenças psiquiátricas em termos neurológicos. É famosa a afirmação de Wilhelm Griesinger "as doenças mentais são doenças do cérebro". No século XX, houve esforços para abordar a psiquiatria com conceitos neurológicos. A falta de possibilidades de diagnóstico e de terapia (imagiologia, genética, influência directa nas redes neuronais), mas também uma atitude crítica, certamente justificada, em relação a conceitos demasiado materialistas-biologistas, impediram a aproximação entre as disciplinas. Foram sempre excluídas as doenças consideradas claramente neurológicas e que, no entanto, conduzem indiscutivelmente a défices cognitivos, emocionais e comportamentais: Epilepsia, doenças neurodegenerativas (por exemplo, doença de Alzheimer, demência frontotemporal e doença de Huntington) e perturbações dos gânglios da base (por exemplo, doença de Parkinson, síndroma de Gilles-de-la-Tourette, PANS/PANDAS).
Implícita nesta definição está a primazia da neurociência e da neurobiologia na prática da neuropsiquiatria, e a sua essência como disciplina académica. É importante notar que a neuropsiquiatria rejeita o postulado cartesiano do dualismo entre mente e cérebro, optando por adoptar uma abordagem integrativa das perturbações neuropsiquiátricas. A neuropsiquiatria considera a mente como uma propriedade emergente do cérebro e considera que todas as perturbações mentais são também perturbações cerebrais, embora aceite que os fenómenos mentais não podem frequentemente ser reduzidos a fenómenos neurais. Os neuropsiquiatras sentem-se à vontade para conceptualizar e relacionar processos psicológicos e neurais. A sua formação exige, por conseguinte, um domínio da psiquiatria, das neurociências e, em certa medida, da medicina geral, a fim de fazer face à complexidade da população de doentes que encontram. Cabe-lhes também o ónus de se manterem a par das descobertas neurocientíficas e das terapias novas e experimentais.
Os progressos da neurociência (cognitiva) permitem cada vez mais compreender as disfunções neuronais da depressão, da psicose, da ansiedade e das compulsões e utilizar os conhecimentos adquiridos no diagnóstico e na terapia.
Isto não significa, no entanto, que a neuropsiquiatria parta do princípio de que todas as perturbações mentais têm uma causa essencialmente biológica, mas que a cada estado mental corresponde um correlato neuronal. A neuropsiquiatria também não significa que os métodos psicoterapêuticos não possam ser utilizados. Com efeito, as intervenções psicológicas também têm um efeito sobre as redes neuronais e podem assim corrigir disfunções.

## A origem da separação da Neurologia e Psiquiatria
É útil fazer uma breve digressão sobre a história da neuropsiquiatria, que pode ser rastreada até meados do século XIX, ou mesmo desde o século XVII. As bases conceptuais da neuropsiquiatria têm sido particularmente vulneráveis aos contextos sociopolíticos da época. Poder-se-ia argumentar que esta necessidade camaleónica de mudar e adaptar as suas fronteiras territoriais e a sua identidade continua a influenciar as tentativas de normalização da disciplina a nível internacional. As fronteiras tiveram de mudar para se adaptarem à base de conhecimentos prevalecente e às injunções da prática médica.
Mas a grande revolução aconteceu a inicios do século XX, devido principalmente a dois importantes factores: 1) a teoria freudiana e a psicanálise e 2) a incapacidade de localizar a "lesão" cerebral associada às perturbações psiquiátricas.
Embora Freud fosse neurologista e psiquiatra, a sua formulação psicodinâmica do comportamento humano era mais especulativa do que empírica, e a sua teoria psicanalítica não se baseava em provas (para ser justo, quase todas as doenças neurológicas não tinham qualquer tratamento há 100 anos). Além disso, a neuropsiquiatria não tinha as ferramentas sofisticadas de avaliação do cérebro que estão disponíveis hoje em dia para localizar fisicamente as perturbações do pensamento, dos afectos ou do humor no cérebro. O conhecimento da neuroquímica, dos receptores, dos neurotransmissores e dos circuitos cerebrais era inexistente - sem falar numa compreensão da neurobiologia molecular e celular. A "mente" estava, portanto, divorciada, por assim dizer, da sua base física, o cérebro, e a doença mental foi erradamente reconceptualizada como "psicológica" e não neurológica.

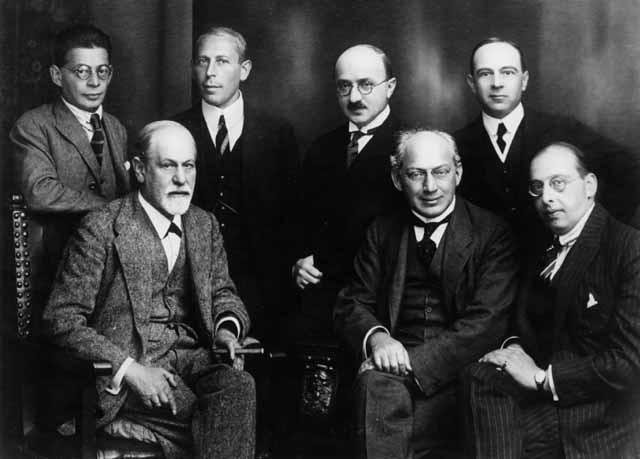
Freud e outros psicanalistas

Na década de 1950, os Archives of Neurology and Psychiatry  foram divididos em Archives of Neurology e Archives of General Psychiatry. Desde então, as duas especialidades têm-se afastado e reduzido ao mínimo a sobreposição das suas ênfases clínicas, educacionais e de investigação. Muito se perdeu nas últimas sete décadas devido à ruptura entre as doenças do cérebro humano e as doenças da mente, que incluem as funções mais avançadas do nosso cérebro.

### O Regresso ao passado
Estamos num ponto em que os avanços na compreensão das raízes neurológicas dos distúrbios mentais mostram que a psiquiatria está tão ancorada no cérebro como a sua especialidade irmã, a neurologia.

As imagens de Ressonância Magnética permitem localizar exactamente as lesões cerebrais.

Nesta perspectiva, é inevitável que as formulações neuropsiquiátricas evoluam à medida que as tecnologias se desenvolvem. Nas últimas 3 décadas, assistimos a uma investida das tecnologias de neuroimagem, nomeadamente as várias modalidades de ressonância magnética (MRI) e de tomografia por emissão de positrões (PET), mas a tónica está agora a deslocar-se para os "ómicos", com rápidos avanços na genómica, proteómica, metabolómica, lipidómica, epigenómica, transcriptómica e neuronómica, para citar apenas alguns. Estes desenvolvimentos sugerem que as perturbações que a neuropsiquiatria considera como a sua actividade principal fazem parte de uma lista que a pena da descoberta neurocientífica irá reescrever e reordenar de tempos a tempos. Os doentes com sífilis terciária e epilepsia que encheram os hospitais psiquiátricos no início do século XIX são exemplos prontos deste fenómeno.
A relação da neuropsiquiatria com as suas disciplinas "progenitoras", a psiquiatria e a neurologia, requer consideração. Considerar a neuropsiquiatria como uma amálgama destas duas disciplinas indiscutivelmente mais bem estabelecidas é demasiado simplista. A disciplina, no seu ressurgimento nas últimas duas décadas, colocou-se reflexivamente na fronteira entre a neurologia e a psiquiatria. Em retrospectiva, este movimento tem sido mal orientado, uma vez que a "zona fronteiriça" está sempre a mudar, dependendo da sorte dos combatentes de cada lado. Os comentadores do século XXI apelam a uma integração da neurologia, da psiquiatria e das neurociências, proporcionando um novo pano de fundo para o debate sobre o futuro da neuropsiquiatria. É neste contexto que muitos comentadores têm questionado se haverá necessidade de neuropsiquiatria e, em caso afirmativo, se haverá um futuro para a neurologia e a psiquiatria como disciplinas distintas. As reivindicações territoriais são processos dinâmicos que são resolvidos por desenvolvimentos históricos e mudanças de pensamento. A "biologização" da psiquiatria é inevitável. Os neurologistas, por outro lado, veem-se confrontados com uma visão "mais suave" do cérebro, em que este é visto como um órgão plástico moldado pelo ambiente e em constante mudança e adaptação. No meio destas mudanças de paradigmas, o futuro da neuropsiquiatria reside na reivindicação e consolidação do seu território, no desenvolvimento de um manifesto de formação, na prestação de tratamentos eficazes e no avanço de uma agenda de investigação que reflita as suas perspectivas multidisciplinares e de ligação.
O progresso científico anulou essencialmente as razões que levaram à separação da psiquiatria e da neurologia. No entanto, o caminho para a reintegração está repleto de obstáculos - não sendo o menor deles a teimosia que se acumulou ao longo de décadas de alienação. Os clínicos e académicos de ambos os lados estão entrincheirados nos seus hábitos e crenças, e resistirão a mudanças na sua prática e nos seus modelos conceptuais. Porquê? Para ultrapassar o abismo, será necessária uma nova formação clínica e revisões dos currículos de ensino e de residência.
Acredito que as maiorias de ambos os lados do abismo compreendem os méritos de abandonar o dualismo falacioso entre cérebro e mente e de fundir as duas disciplinas na especialidade neuropsiquiátrica que os nossos venerados fundadores defenderam e praticaram. De facto, as disciplinas de neuropsiquiatria e de neurologia comportamental, que surgiram nos anos 80, representam as pontes que reconhecem a base cerebral das perturbações psiquiátricas e as consequências psiquiátricas das lesões neurológicas.
Tal como todos os oftalmologistas se formam como oftalmologistas e depois se subespecializam em especialistas em córnea, especialistas em cataratas, especialistas em vitreorretina ou neuro-oftalmologistas, também os psiquiatras e os neurologistas podem formar-se em neuropsiquiatria e depois subespecializar-se para se tornarem epileptologistas, especialistas em psicoses, neurologistas vasculares/neurointensivistas, especialistas em perturbações do humor, especialistas neuromusculares, especialistas em ansiedade, etc. Os doentes beneficiarão, porque todos os doentes psiquiátricos merecem uma avaliação e um tratamento neurológicos completos e todos os doentes neurológicos merecem uma avaliação e um tratamento psiquiátricos completos.
A unificação das doenças do cérebro e das doenças da mente conduziria a uma maior qualidade dos cuidados e diminuirá o estigma da doença mental. Além disso, as novas estratégias de reparação do cérebro farão avançar a terapêutica de todas as doenças cerebrais. Dado que as perturbações neuropsiquiátricas são uma das principais causas de doença a nível mundial, o reconhecimento e a intervenção precoces, bem como a prevenção, são prioridades máximas da saúde pública.

## Marcando território
A necessidade de a neuropsiquiatria ter uma "base segura" de perturbações clínicas já foi delineada. Esta "base" não pode ser constituída exclusivamente por perturbações com as quais nem a neurologia nem a psiquiatria se sintam confortáveis. Esta última abordagem é particularmente susceptível a mudanças de pensamento, modelos de prestação de serviços e à marcha inexorável da descoberta científica. Historicamente, as cercas em torno do território neuropsiquiátrico têm de ser permeáveis, permitindo a difusão bidirecional de ideias, informações, filosofias e terapias. Este é, de facto, um dos maiores pontos fortes da especialidade e tem moldado a visão que o neuropsiquiatra tem do seu trabalho.
Alguns exemplos podem servir para ilustrar estes desenvolvimentos. Nos últimos 6 anos, registou-se um ressurgimento do interesse pelo papel putativo das doenças autoimunes na fisiopatologia dos sintomas neuropsiquiátricos. A descrição de uma encefalite associada a autoanticorpos contra o receptor NMDA, à luz da evidência crescente do papel da hipofunção do receptor NMDA na esquizofrenia, centrou a atenção da comunidade psiquiátrica na ligação entre a psicose e as perturbações do sistema imunitário, tendo sido proposto um rastreio autoimune para os indivíduos com o primeiro episódio de psicose. No entanto, a variabilidade dos sintomas apresentados nestas perturbações tornou extremamente difícil apresentar correlações clínico-patológicas exactas e especular sobre associações causais. O que é claro, no entanto, é que uma proporção destes pacientes tem sintomas psiquiátricos proeminentes no início e pode apresentar-se aos serviços psiquiátricos no contacto inicial. Um neuropsiquiatra qualificado, com conhecimentos de neuroanatomia, neurofisiologia e neuropsicologia, estaria bem colocado para prestar cuidados de nível terciário a estes doentes. A proeminência de défices executivos persistentes em alguns destes doentes levou a especulações sobre o envolvimento de circuitos fronto-subcorticais. Trata-se de matéria que tem sido objecto de análise neuropsiquiátrica desde há algum tempo, ainda que as respostas sejam provavelmente mais complicadas.
Como outro exemplo, a gestão da síndrome de Tourette requer familiaridade com as perturbações do movimento, bem como com a perturbação obsessivo-compulsiva, a perturbação de défice de atenção, a perturbação de conduta, as perturbações do humor, as deficiências específicas do desenvolvimento e a perturbação do sono, e requer competências em farmacoterapia, terapia comportamental, terapia familiar, aconselhamento genético e reabilitação. Também neste caso, o neuropsiquiatra tem uma abordagem mais integradora dos problemas, muito melhor do que uma combinação de clínicos de diferentes disciplinas.
O que caracteriza a neuropsiquiatria é a competência dos seus proponentes numa variedade de métodos e técnicas e não o monopólio de uma técnica em particular. Actualmente, existem muitas doenças que se enquadram no conceito de "neuropsiquiatria". Os diagnósticos que nos vêm à mente são as perturbações neurocognitivas, as perturbações do movimento induzidas por drogas, a síndrome de Tourette, as perturbações psiquiátricas associadas a outras perturbações do movimento, como a doença de Parkinson e a distonia, as perturbações psiquiátricas associadas à epilepsia, às doenças cerebrovasculares e aos traumatismos cranianos, a síndrome da fadiga crónica e outras perturbações psiconeuroimunológicas, a perturbação de défice de atenção e hiperactividade e outras condições em que as perturbações cognitivas, comportamentais ou afectivas resultam directamente de um insulto cerebral. As perturbações neurocognitivas constituem um outro grande e importante grupo de perturbações actualmente geridas por neurologistas, gerontopsiquiatras ou geriatras, cada um dos quais com uma tendência específica para a sua gestão. O neuropsiquiatra está bem posicionado para contribuir com múltiplas competências para a gestão eficaz destas perturbações. Em particular, a avaliação e a gestão da demência de início recente é um território órfão que a neuropsiquiatria poderia facilmente reivindicar.
Em última análise, a neuropsiquiatria é o que um neuropsiquiatra faz. A Associação Internacional de Neuropsiquiatria estava perfeitamente consciente deste facto quando formulou o seu currículo, uma vez que os objectivos de conhecimentos e competências da formação definirão o campo para o futuro.

### Formação específica
O futuro e a segurança de uma disciplina residem na sua capacidade de atrair e manter formandos motivados, curiosos e empenhados. Isto, por sua vez, requer o desenvolvimento e a prestação de formação de alta qualidade aos seus membros mais recentes. A maior parte da actual geração de neuropsiquiatras em todo o mundo é formada por si própria, mas esta situação não pode conduzir a um estatuto profissional seguro no futuro. Por conseguinte, a neuropsiquiatria deve promover uma agenda de formação sólida. Os requisitos e as oportunidades de formação apresentam disparidades regionais e estão sujeitos aos caprichos das infra-estruturas de financiamento locais. No entanto, um currículo de base, como o proposto pela Associação Internacional de Neuropsiquiatria, teria uma ampla aplicação. Este currículo tem objectivos bem delineados em relação à base de conhecimentos e competências, bem como às atitudes em relação à profissão. Inclui competências essenciais, bem como aptidões e conhecimentos relativos a perturbações específicas, tais como perturbações neurocognitivas, perturbações convulsivas, perturbações do movimento, traumatismo crânio-encefálico, perturbações psiquiátricas secundárias, perturbações induzidas por substâncias, perturbações da atenção, perturbações do neurodesenvolvimento e perturbações do sono. Além disso, refere-se à reabilitação neuropsiquiátrica e à neuropsiquiatria forense.
Algumas jurisdições já dispõem de programas de formação em neuropsiquiatria bem estabelecidos. O United Council for Neurological Subspecialties (UCNS), nos Estados Unidos da América, supervisiona a acreditação de 19 programas de Fellowship em neurologia comportamental e neuropsiquiatria, certificando diplomados em Neurologia Comportamental e Neuropsiquiatria (BN e NP) após a conclusão de um currículo prescrito e de um exame de certificação. A UCNS foi criada em Março de 2003. A situação permanece menos estruturada noutras partes do mundo, onde a formação em neuropsiquiatria pode depender fortemente do acesso a serviços terciários locais e da adopção de versões modificadas dos currículos existentes. É imperativo que as associações nacionais de neuropsiquiatria coloquem a disciplina firmemente na sua agenda, desenvolvam programas de formação abrangentes e os financiem através de vários organismos de financiamento. O envolvimento da psiquiatria e da neurologia neste processo seria fundamental, não só pelo contributo intelectual e clínico, mas também porque os formandos em neuropsiquiatria estão num nível avançado com formação de base numa das disciplinas-mãe. A neuropsiquiatria posiciona-se assim para beneficiar tanto da objectividade e do empirismo do neurologista como da experiência psicoterapêutica do psiquiatra, aplicando esta potente mistura de competências clínicas à avaliação de doenças e disfunções complexas num contexto essencialmente humano.
O ritmo do progresso dos conhecimentos neurocientíficos continuará a desafiar a capacidade dos clínicos para manterem a base de competências e conhecimentos da sua disciplina, de tal forma que um neurologista, por muito bem formado que seja, se verá impossibilitado de adquirir competências psiquiátricas suficientes para atingir a competência neste domínio e vice-versa. Continuando nesta linha, é razoável afirmar que as competências que definem um neuropsiquiatra requerem um período de formação avançada especializada, independentemente das competências de base do formando. Tanto a psiquiatria como a neurologia parecem confortáveis com esta premissa, e a natureza dos encaminhamentos para a neuropsiquiatria provenientes destas disciplinas é prova disso. Um exemplo contemporâneo da neuropsiquiatria é a doença de Alzheimer. Registaram-se avanços rápidos nos últimos 15 anos; no entanto, grande parte do tratamento terciário desta doença em muitos países é do domínio da neuropsiquiatria e da psicogeriatria e não da neurologia, o que muito provavelmente continuará a acontecer. O painel de biomarcadores em expansão e a sua incorporação nos critérios de diagnóstico, incluindo no próximo DSM-5, sugerem uma evolução no sentido de um diagnóstico mais precoce e a investigação clínica centrada na intervenção precoce e nas estratégias de modificação da doença. Uma aproximação não implica uma fusão. A psiquiatria e a neurologia podem, por conseguinte, ter a certeza de que o seu futuro enquanto disciplinas individuais está assegurado. A formação em neuropsiquiatria implica a aquisição de conhecimentos, alguns dos quais se sobrepõem significativamente aos da neurologia e da psiquiatria. No entanto, é na integração e aplicação destes conhecimentos que os neuropsiquiatras se diferenciam dos seus homólogos destas disciplinas.

### Inovação no tratamento
A maior parte das estratégias de tratamento em neuropsiquiatria são partilhadas com a psiquiatria e a neurologia, sendo a contribuição da neuropsiquiatria o facto de o médico se sentir igualmente à vontade com certas terapias utilizadas em qualquer uma das disciplinas. Espera-se que um neuropsiquiatra que esteja a tratar uma psicose associada à epilepsia se sinta confortável com a utilização de tratamentos antipsicóticos e antiepilépticos. No tratamento da demência, o neuropsiquiatra tem um bom conhecimento dos tratamentos específicos das perturbações cognitivas, bem como das manifestações psiquiátricas destas perturbações. A recuperação e a reabilitação neuropsiquiátrica neste contexto são essencialmente multidisciplinares, exigindo a contribuição especializada de vários profissionais de saúde, incluindo assistentes sociais, terapeutas ocupacionais, terapeutas da fala e da linguagem, fisioterapeutas, etc. O neuropsiquiatra tem de aprender a funcionar no seio de uma equipa deste tipo e a fazer parte de um sistema que presta cuidados competentes, consistentes, colaborativos e individualizados.
Existem algumas modalidades de tratamento em que o neuropsiquiatra pode apostar. Trata-se, nomeadamente, das técnicas em desenvolvimento da neuromodulação e da neuroestimulação, bem como dos desenvolvimentos interessantes no domínio da reabilitação neuropsiquiátrica, incluindo as medidas destinadas a reforçar a neuroplasticidade.
Os tratamentos de neuroestimulação têm uma longa história na neuropsiquiatria e a formação em neuropsiquiatria está numa posição única para fornecer a base teórica e as competências para tais intervenções. A terapia electroconvulsiva mantém o seu lugar como um dos tratamentos mais eficazes e fiáveis para a depressão refractária. A investigação neste domínio tem continuado a progredir, com os consequentes aperfeiçoamentos da técnica e dos parâmetros de estímulo. A utilização de estímulos de impulsos breves e, cada vez mais, de estímulos de impulsos ultra-breves na prática clínica está a tornar o tratamento mais tolerável do ponto de vista cognitivo, até agora o calcanhar de Aquiles da terapia electroconvulsiva. A estimulação do nervo vago, a estimulação transcraniana por corrente contínua e a estimulação magnética transcraniana demonstraram uma eficácia modesta como tratamentos para a depressão resistente à medicação. A estimulação cerebral profunda para as perturbações neuropsiquiátricas, nomeadamente a síndrome de Tourette, o transtorno obsessivo e a depressão, entrou em cena, trazendo consigo os dados há muito esperados de estudos naturalistas, bem como de ensaios controlados realizados nos últimos anos, sugerindo um tratamento potencialmente eficaz para os doentes mais graves destes grupos. A marcha destes tratamentos é inexorável, e a neuropsiquiatria está bem posicionada para tirar partido destes desenvolvimentos.
A reabilitação neuropsiquiátrica é um campo emergente que deixou de se centrar no traumatismo crânio-encefálico e passou a incluir uma série de perturbações, incluindo perturbações neurocognitivas e síndromes cognitivas associadas à esquizofrenia, à toxicodependência e até ao envelhecimento normal. A descoberta da neurogénese no cérebro adulto deu origem a uma mudança de paradigma na percepção que a comunidade neurocientífica tem do cérebro adulto, considerando-o agora como uma estrutura dinâmica e plástica capaz de se remodelar em resposta a factores externos e internos. Os processos envolvidos neste processo incluem a neurogénese e as alterações da conectividade funcional através da formação e poda sinápticas, do crescimento e desenraizamento dendríticos e do crescimento e poda axonais. Os esforços de investigação estão a começar a centrar-se na tradução da neuroplasticidade em estratégias clínicas eficazes para utilização em populações de doentes como as que sofrem de perturbações neuropsiquiátricas. Especula-se que as técnicas de estimulação cerebral não invasivas, modulam a função cerebral nas regiões corticais e subcorticais através de processos neuroplásticos. A terapia electroconvulsiva foi estudada mais extensivamente em modelos animais, incluindo primatas não humanos, onde se demonstrou uma estimulacao hipocampal e o aumento da densidade sináptica, promovendo a neurogénese. Foi sugerido que estes processos medeiam a recuperação comportamental na depressão. Foi proposto que a terapia electroconvulsiva induz alterações neuroplásticas que medeiam os efeitos mais graduais da estimulação crónica.
Outro desenvolvimento recente e estimulante foi o dos tratamentos de estimulação cognitiva que se situam no domínio da neuropsiquiatria. Estes tratamentos podem assumir a forma de treino cognitivo, de reabilitação cognitiva compensatória ou de estimulação cognitiva geral. O treino cognitivo proporciona a prática estruturada de actividades mentais complexas com o objectivo de melhorar a função cognitiva e tem atraído um intenso interesse público, comercial e científico. A estimulação cognitiva tem sido utilizada para designar intervenções que vão desde discussões genéricas sobre temas actuais, exercícios executivos e treino de estratégias de memória. Com o aumento da atenção dada ao envelhecimento cognitivo e à prevenção da demência, estas técnicas ganharão ainda mais destaque, e a neuropsiquiatria está bem colocada para as adoptar.

### Contribuição e desenvolvimento académico
O forte percurso académico da neuropsiquiatria só pode ser mantido se a disciplina não só abraçar a nova investigação e tecnologia, mas também contribuir activamente para o seu desenvolvimento. Cada neuropsiquiatra deve, portanto, ser também um investigador activo. No sentido académico, isto alarga consideravelmente o âmbito da neuropsiquiatria. Enquanto a formação clínica em neuropsiquiatria exige uma especialização inicial em psiquiatria ou em neurologia, a investigação neste domínio está aberta a um vasto leque de neurocientistas, cujas fileiras incluem, para além dos neurocientistas de base, pediatras do desenvolvimento, neurorradiologistas, neuropsicólogos, gerontopsiquiatras e outros. Esta disciplina é intelectualmente jovem e deve manter o seu vigor. Estão a ocorrer avanços notáveis nas perturbações neuropsiquiátricas e no seu tratamento. As técnicas de neuromodulação acima referidas encontram-se ainda numa fase inicial de desenvolvimento, sendo necessários muitos aperfeiçoamentos. O domínio da neurorreabilitação e os meios de exploração da neuroplasticidade estão a avançar rapidamente.
Outro domínio de grande entusiasmo é o da descoberta de biomarcadores. É importante reconhecer que o estabelecimento de biomarcadores para as perturbações psiquiátricas colocá-las-á firmemente em território neuropsiquiátrico. Até à data, muitos dos avanços registaram-se no domínio da demência, mas as perturbações psiquiátricas primárias são promissoras. Os neuropsiquiatras do futuro terão de fazer mais do que permanecer observadores passivos destes desenvolvimentos. O envolvimento no processo de descoberta é essencial e sublinha o posicionamento da neuropsiquiatria como uma "disciplina de fronteira".
A disciplina da neuropsiquiatria chegou, e o estado do conhecimento em neurociência e prática clínica está maduro para ser explorado de forma a avançar ainda mais. É importante que os profissionais da disciplina reconheçam o seu momento ao sol e o agarrem com ambas as mãos. Para tal, terão de ser claros quanto aos seus objectivos e terão de definir o seu território na prática e na investigação. Terão de ser cientistas clínicos, com um forte imperativo para a investigação e o avanço do conhecimento. Terão de formar a próxima geração de neuropsiquiatras com determinação e coragem, e ter uma agenda importante para a terapêutica, de modo a poderem envolver a comunidade. Se forem capazes de o fazer, não há razão para que o futuro não pertença à neuropsiquiatria.